# 最大—最小堆

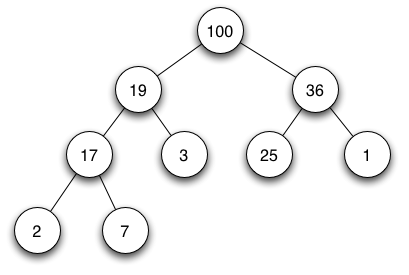
完全最大堆示例

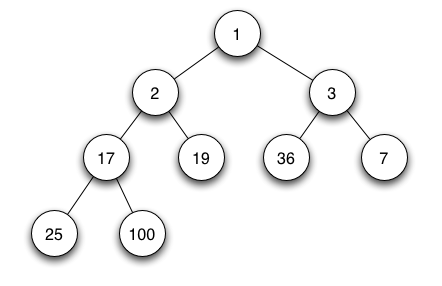
完全最小堆示例

最小—最大堆（Min-Max Heap）是最大层和最小层交替出现的二叉树，即最大层结点的子節點属于最小层，最小层结点的子節點属于最大层。以最大（小）层结n点为根结点的子树保有最大（小）堆性质：根结点的键值为该子树结点键值中最大（小）项。

## 介绍
最大堆和最小堆是二叉堆的两种形式。
- 最大堆：根结点的键值是所有堆结点键值中最大者的堆。
- 最小堆：根结点的键值是所有堆结点键值中最小者的堆。

而最大—最小堆集结了最大堆和最小堆的优点，这也是其名字的由来。

## 应用
- 双端优先队列